# Леще (Свентокшиське воєводство)
Леще (пол. Leszcze) — село в Польщі, у гміні Пінчів Піньчовського повіту Свентокшиського воєводства.
Населення — 1043 особи (2011).
У 1975-1998 роках село належало до Келецького воєводства.

## Демографія
Демографічна структура на день 31 березня 2011 року:
|          | Загалом | Допрацездатний вік | Працездатний вік | Постпрацездатний вік |
| -------- | ------- | ------------------ | ---------------- | -------------------- |
| Чоловіки | 507     | 135                | 315              | 57                   |
| Жінки    | 536     | 107                | 312              | 117                  |
| Разом    | 1043    | 242                | 627              | 174                  |